# Penang (staat)

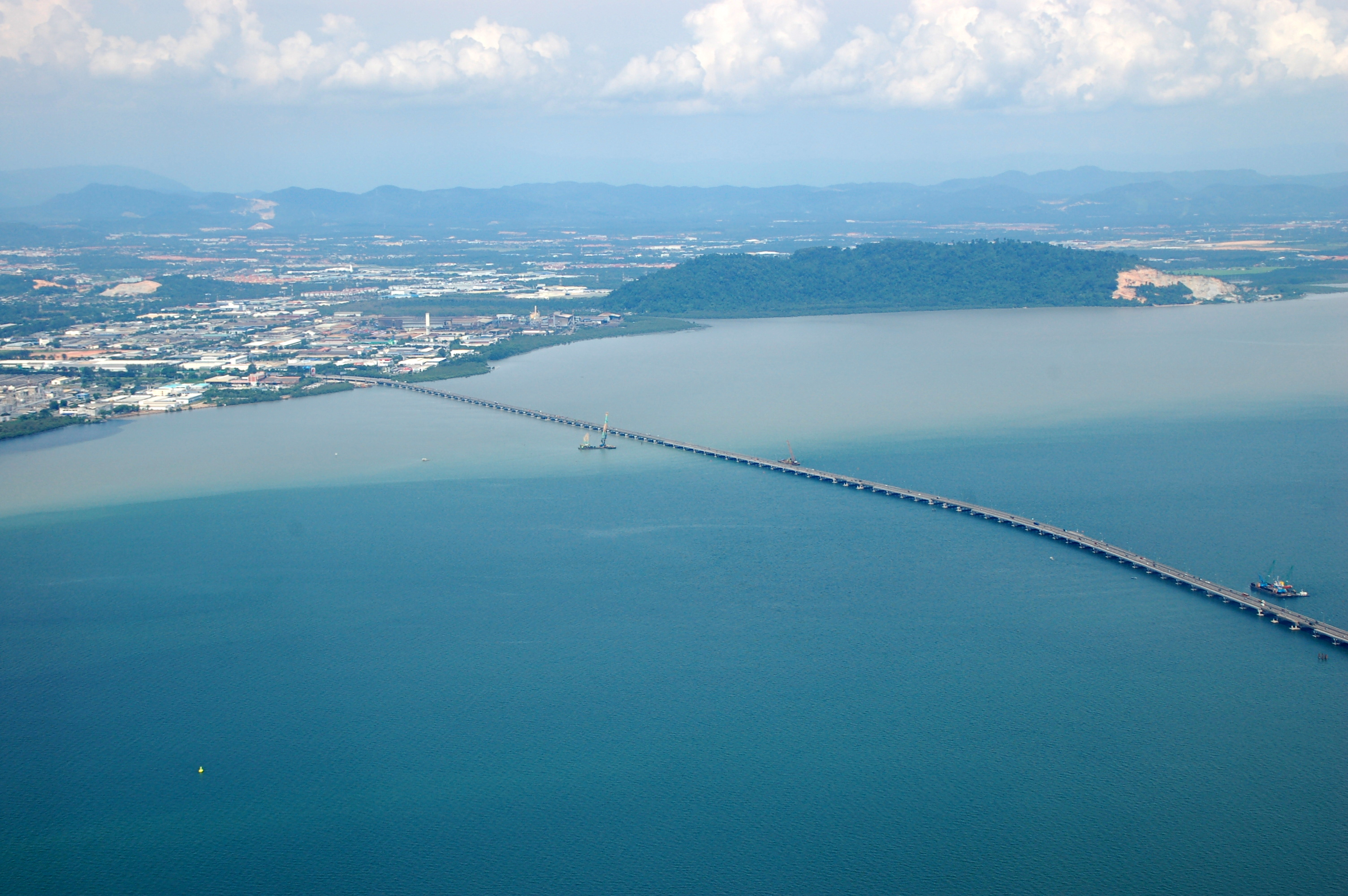
Perai en de "Penang Bridge"

Penang is een staat in het noordwesten van Maleisië. De hoofdstad is George Town op het eiland Penang. Het aantal inwoners bedraagt 1,7 miljoen.
De naam Penang komt van het woord "pinang", dat verwijst naar de betelnootboom (Areca catechu). Pulau Pinang is Maleis voor 'pinang-eiland'.

## Geschiedenis
Tot het eind van de 18e eeuw hoorde Penang bij het sultanaat Kedah, in 1785 werd het een Britse kolonie. Sinds 1946 maakt het deel uit van Maleisië.

## Bestuur
Anders dan de omringende deelstaten wordt het territorium niet door een sultan bestuurd. Er is een door de koning van Maleisië benoemde gouverneur. De deelstaat wordt bestuurd door een regering, berustend op een meerderheid in het plaatselijke parlement.

## Geografie en demografie
De staat Penang bestaat uit twee delen:
- Het eiland Penang met een oppervlakte van 293 km² gelegen in de Straat Malakka. Op het eiland ligt de hoofdstad George Town.
- Seberang Perai, een strook land van 760 km² op het vasteland (Maleisisch schiereiland).

Beide delen hebben een eigen gemeentebestuur (maar de gemeenteraden zijn niet gekozen). Ze zijn verder onderverdeeld in districten.
Het eiland wordt door twee bruggen met het vasteland verbonden: de Penang-brug (1985) en de Sultan Abdul Halim Muadzam Shah-brug (2014). Op het smalste punt, bij George Town, is het water 4 km breed.
De staat heeft de hoogste bevolkingsdichtheid van Maleisië, met 2032 mensen per km² op het eiland en 866 mensen per km² op het vasteland.
De etnische samenstelling in 1995 was
- Chinese Maleisiërs (572.700 of 55%),
- autochtone Maleiers (446.700 of 33%),
- uit Indiase Maleisiërs komende groepen als een grote minderheid (127.000 of 11%),
- overige Bumiputra (1.300),
- en overigen (6.200).

## Bestuurlijke indeling
Penang is onderverdeeld in vijf districten.
Het eiland Penang:
- Timur Laut
- Barat Daya

Seberang Perai:
- Seberang Perai Utara
- Seberang Perai Tengah
- Seberang Perai Selatan